# Leiospora subscapigera
Leiospora subscapigera là một loài thực vật có hoa trong họ Cải. Loài này được Botsch. & Pachom. mô tả khoa học đầu tiên.